# Volksbefragung (Österreich)
Die Volksbefragung ist ein Instrument der Direkten Demokratie in Österreich. Mit ihr stellt der Nationalrat dem Volk eine Frage zu grundsätzlicher oder gesamtösterreichischer Bedeutung zur unverbindlichen Abstimmung. Die Abstimmungsfrage muss entweder mit „Ja“ oder „Nein“ zu beantworten sein, oder zwei alternative Vorschläge zur Auswahl enthalten. Wahlen sowie Angelegenheiten, über die ein Gericht oder eine Verwaltungsbehörde zu entscheiden hat, können nicht Gegenstand einer Volksbefragung sein. Im Gegensatz zu einer Volksabstimmung hat das Ergebnis nur empfehlenden Charakter. Die erste bundesweite Volksbefragung in der Geschichte Österreichs war die Volksbefragung zur Wehrpflicht im Jahre 2013.

## Verfahren
Eine Volksbefragung wird durchgeführt, wenn der Nationalrat dies mit der Mehrheit seiner Mitglieder beschließt. Die Befragung wird vom Bundespräsidenten angesetzt. Es wird ein Stichtag und ein Abstimmungstag festgelegt. Alle Einwendungen und Anfechtungen der Volksbefragung müssen bis zum Stichtag erfolgen. Spätestens 21 Tage nach dem Stichtag müssen in allen zuständigen Wahlbehörden die Listen der Stimmberechtigten vorliegen. Der Abstimmungstag muss auf einen Sonntag oder einen anderen gesetzlichen Ruhetag fallen. Es können auch mehrere Volksbefragungen am selben Tag erfolgen.
Stimmberechtigt ist, wer am Abstimmungstag das Wahlrecht zum Nationalrat besitzt (§ 5 Volksbefragungsgesetz). Vor dem Inkrafttreten des Wahlrechtsänderungsgesetzes 2010 mit 1. März 2010 durften Auslandsösterreicher nicht an Volksbefragungen teilnehmen, obwohl ihnen bei Wahlen und Volksabstimmungen bereits vor dieser Änderung ein Stimmrecht zukam. Der Ausgang der Volksbefragung ist nicht bindend.
Sobald das Ergebnis der Abstimmung vorliegt, wird es von der Bundeswahlbehörde verlautbart. Einsprüche gegen das Abstimmungsergebnis können beim Verfassungsgerichtshof bis vier Wochen nach dessen Verlautbarung vorgebracht werden.
Die Kosten der Volksbefragung tragen die Gemeinden, wobei ihnen aber der Bund einen Pauschalbetrag von 0,62 Euro pro wahlberechtigten Einwohner zu erstatten hat.

## Rechtliche Verankerung
Die Volksbefragung ist im Art. 49b des Bundes-Verfassungsgesetzes, sowie im Volksbefragungsgesetz 1989 geregelt.

## Bundesweite Volksbefragungen
Am 20. Jänner 2013 fand die erste und bisher einzige bundesweite Volksbefragung zum Thema Wehrpflicht statt. Die Fragestellung betraf die Beibehaltung der Wehrpflicht und des Zivildienstes oder die Einführung eines Berufsheeres und eines bezahlten sozialen Jahres, mit 59,7 % der gültigen Stimmen wurde  zugunsten der Beibehaltung der allgemeinen Wehrpflicht entschieden.

## Volksbefragungen in den Bundesländern
Auch in den Verfassungen der österreichischen Bundesländer können Volksbefragungen vorgesehen sein und wurden auch schon durchgeführt, wie zum Beispiel jene über die Landeshauptstadtfrage in Niederösterreich oder diverse Wiener Volksbefragungen seit 1973.